# Latexo
Latexo – miasto w Stanach Zjednoczonych, w stanie Teksas, w hrabstwie Houston.